# Duizendblad (soort)
Duizendblad (Achillea millefolium) is een plant uit de composietenfamilie. De soortaanduiding millefolium verwijst naar het dubbel veerdelige blad, waardoor het lijkt of het uit zeer veel kleine blaadjes bestaat. De geslachtsnaam is afgeleid van Achilles, die duizendblad met zijn legers meenam voor de behandeling van krijgswonden.
De plant komt voor op voedselrijke, verstoorde grond en op braakliggende terreinen. De plant kan goed tegen droogte. De plant komt algemeen voor in Europa en Noord-Amerika en heeft een kenmerkende geur.
De plant wordt 15–50 cm hoog en vormt ondergronds wortelstokken voor vegetatieve verspreiding.
Het duizendblad bloeit van juni tot november met wit tot roze bloemen. De planten met roze bloemhoofdjes worden ook in de siertuin gebruikt. Soms komen planten met rode bloemen ook in het wild voor. De samengestelde bloeiwijze bestaat uit een schermvormige tros met bloemhoofdjes.

## Inhoudsstoffen
De plant bevat isovaleriaanzuur, salicylzuur, asparagine, sterolen, flavonoïden, bitterstoffen, tanninen en coumarinen.

## Toepassingen

### Als voeding
Duizendblad werd vroeger, voordat de werking van hop ontdekt werd, gebruikt bij de bierbereiding.
Ook was de plant in de zeventiende eeuw een populaire groente. De jonge bladeren werden als spinazie klaargemaakt of in soep gedaan. De bladeren zijn zoet met een iets bittere smaak.

### Kruidengeneeskunde
Vooral de bloemschermen en het blad bevatten geneeskrachtige stoffen. De plant werd vroeger gebruikt als opwekkend en versterkend middel. Tegenwoordig wordt duizendblad nog wel gebruikt tegen verkoudheid en griep. De etherische oliën kunnen darmkramp en buikpijn verzachten en werken ontstekingsremmend, zo hebben de aanwezige flavonoïden een antibiotische werking, werkt het salicylzuur pijnstillend en het kalium en sesquiterpenen gaan beide oedeemvorming tegen. De groene bladeren hebben een bloedstelpend effect en werden vroeger voor de behandeling van wonden gebruikt.
Het innemen van sap van de plant stimuleert juist bloedingen. Het kan de menstruatie bevorderen, maar ook bloedneus veroorzaken. In het Engels heet de plant daarom ook wel nosebleed. Veelal wordt er een thee getrokken die tijdens de menstruatie voor een betere doorbloeding zou zorgen en krampen zou tegengaan. Een theekuur van duizendblad is vochtafdrijvend en helpt tegen oedeem en jicht. Een omslag van duizendblad bespoedigt de genezing van eerstegraads brandwonden en open wonden.

### In het volksgeloof
De gedroogde stengels van het duizendblad worden traditioneel gebruikt voor het voorspellen met behulp van het Boek der Veranderingen ook bekend als I-tjing, het klassieke Chinese orakel- of wijsheidsboek.
In het volksgeloof van de Middeleeuwen werd de plant ook een beschermende kracht toegedicht tegen spoken en de duivel. Hiervoor moest hij onder de dorpel van het huis worden neergelegd. Zie ook afweerkruid.

## Waardplant
Duizendblad is waardplant voor de vlinders Bucculatrix cristatella, Coleophora trochilella, Coleophora argentula, Cochylidia richteriana, Dichrorampha petiverella, Dichrorampha alpinana, Dichrorampha plumbagana, Dichrorampha plumbana, Dichrorampha vancouverana, Epiblema graphana, Phycitodes saxicola, Thiodia citrana en de duizenbladblindwants Megalocoleus molliculus

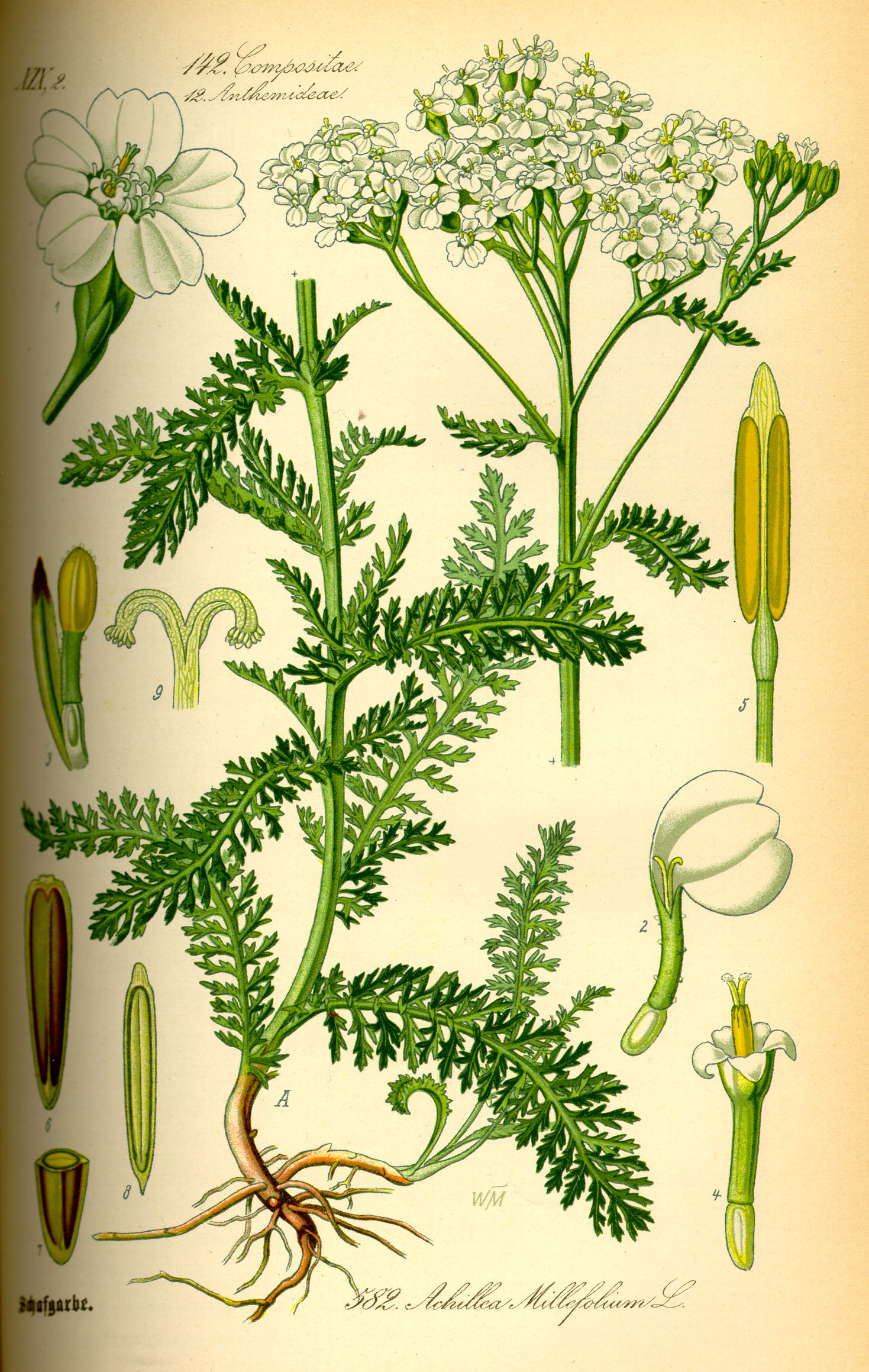
Achillea millefolium
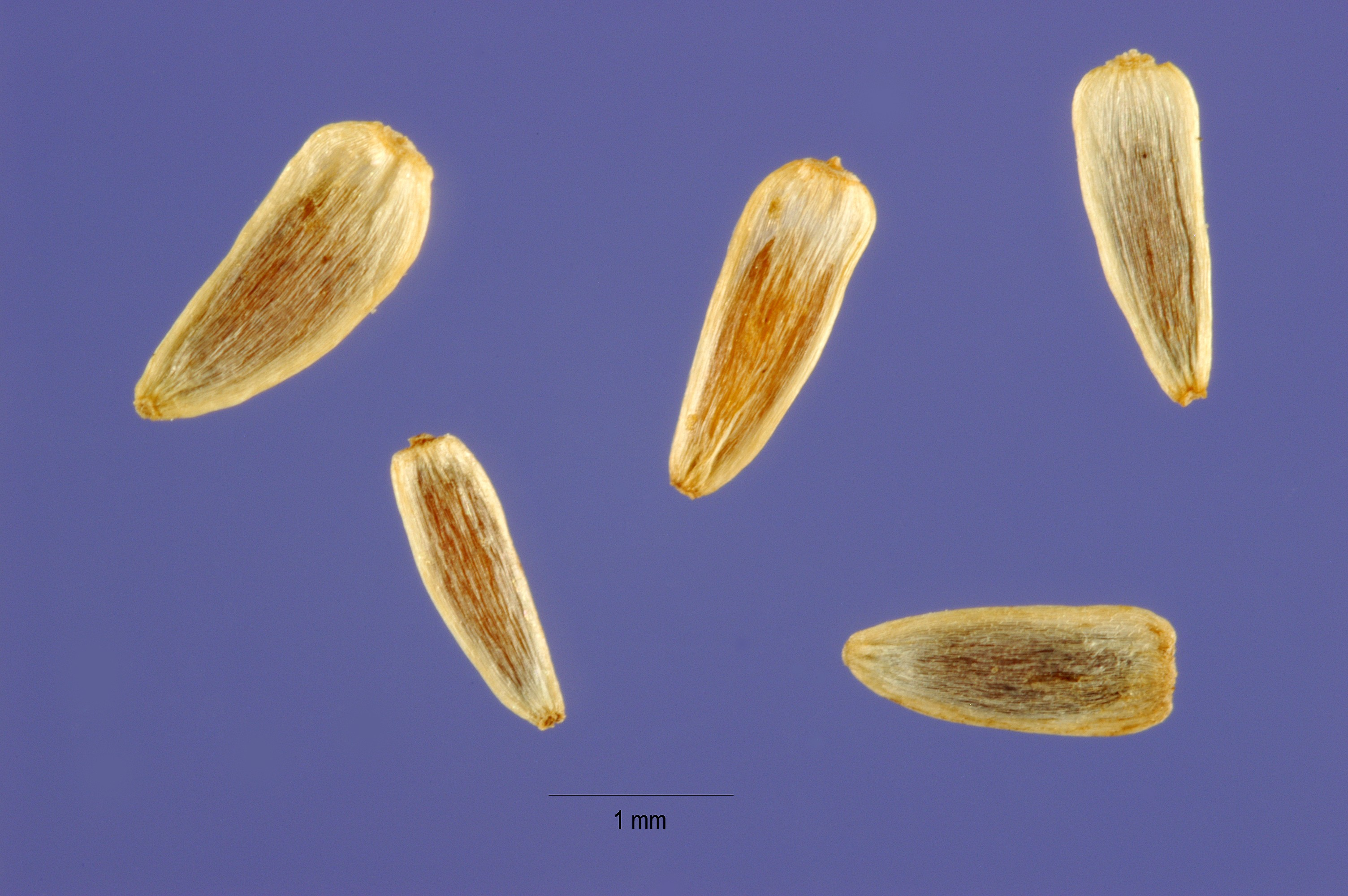
Zaden
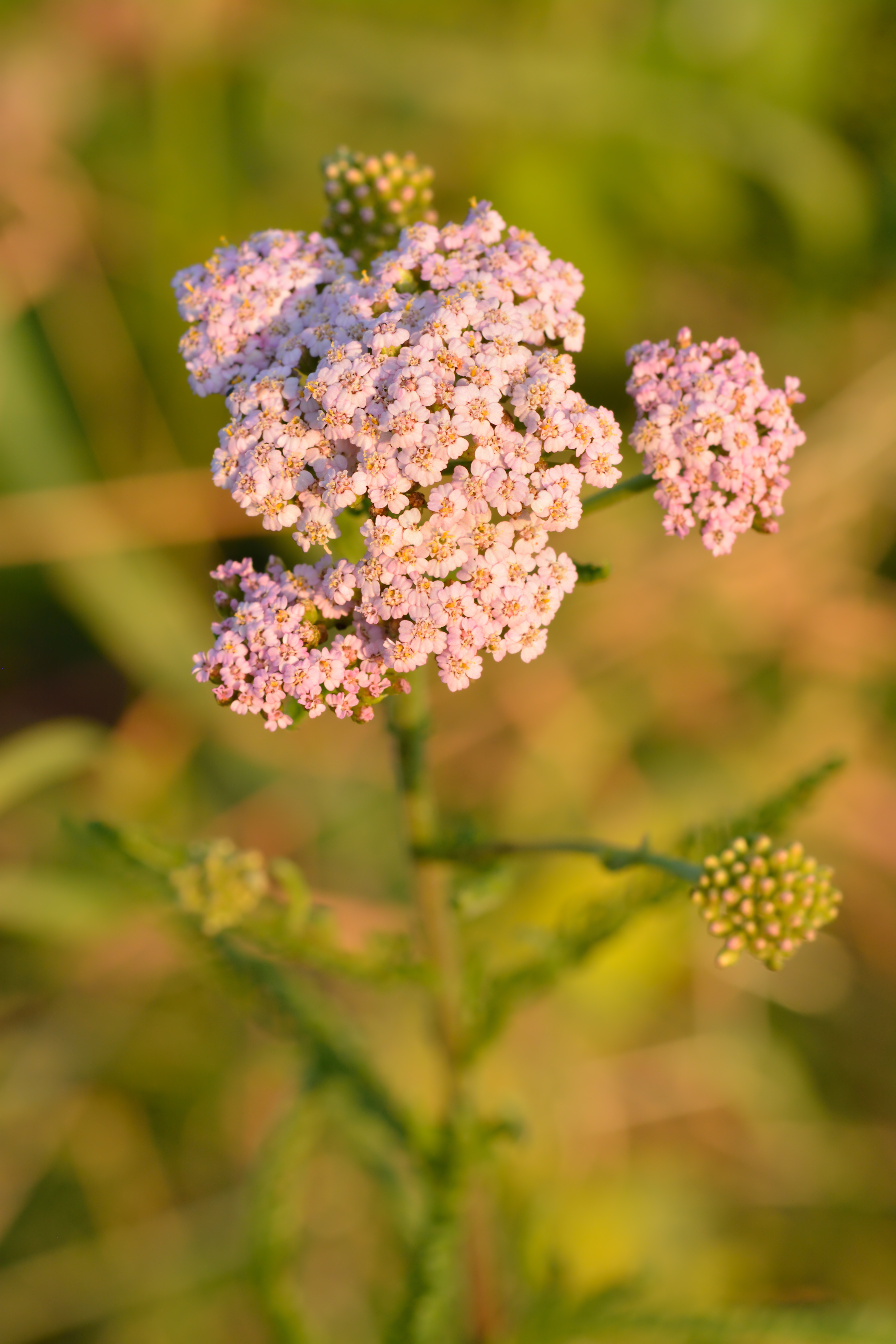
Roze bloemen
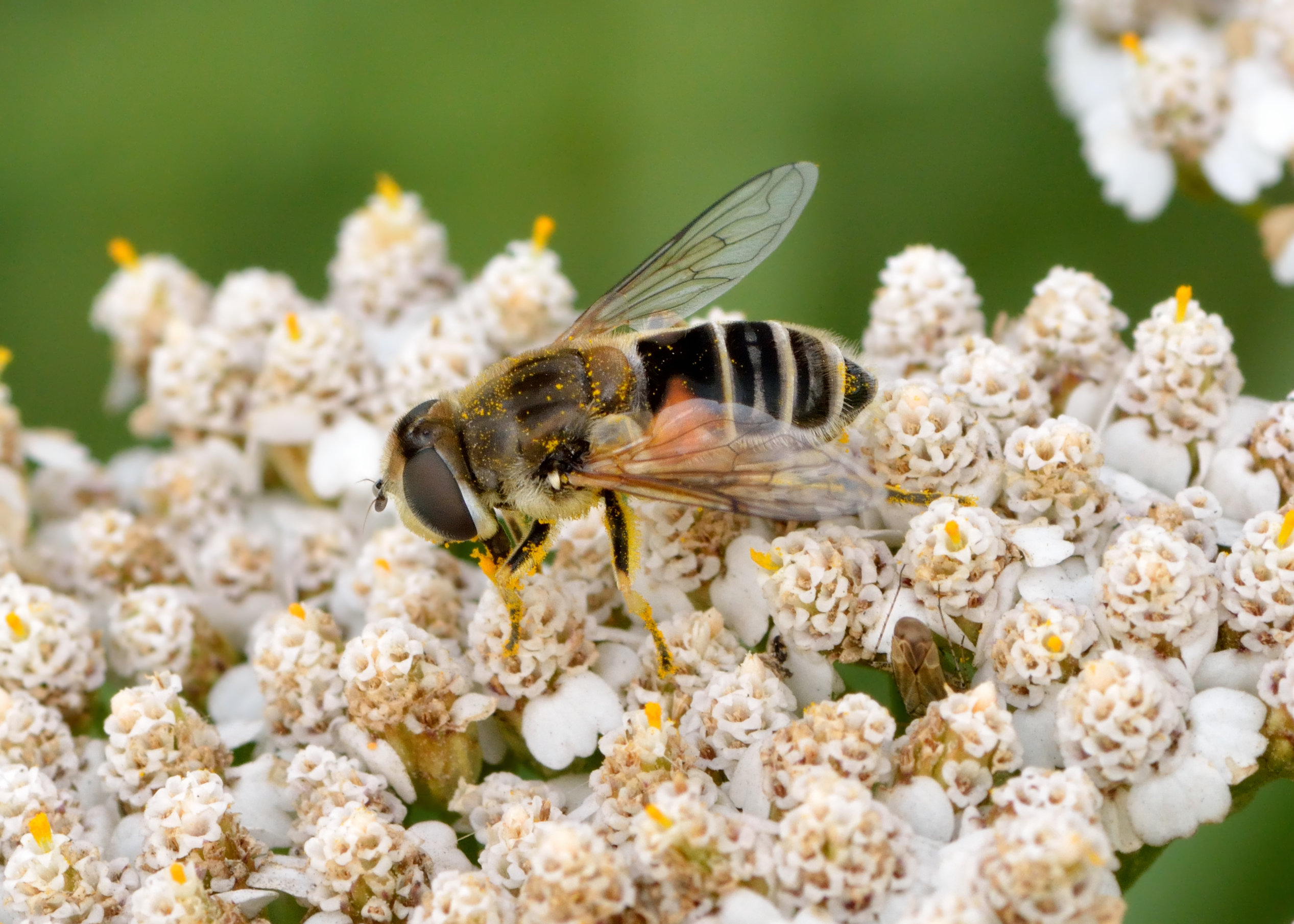
Bestuiving door een kleine bijvlieg

... · 
A. abrotanoides · 
A. ageratum · 
Achillea filipendulina (Geel duizendblad) · 
A. millefolium (Duizendblad) · 
A. ptarmica (Wilde bertram) · 
...